# Шападас-ду-Алту-Ітапекуру (мікрорегіон)

Шападас-ду-Алту-Ітапекуру на карті штату Мараньян

Шападас-ду-Алту-Ітапекуру (порт. Microrregião das Chapadas do Alto Itapecuru) — мікрорегіон у Бразилії, входить у штат Мараньян. Складова частина мезорегіону Схід штату Мараньян. Населення становить 201 599 осіб на 2006 рік. Займає площу 24 855,559 км². Густота населення — 8,1 ос./км².

## Склад мікрорегіону
До складу мікрорегіону включені наступні муніципалітети:
1. Баран-ді-Гражау
2. Колінас
3. Жатоба
4. Лагоа-ду-Мату
5. Мірадор
6. Нова-Іоркі
7. Параїбану
8. Пасажен-Франка
9. Пастус-Бонс
10. Сукупіра-ду-Норті
11. Сукупіра-ду-Ріашан
12. Сан-Франсіску-ду-Мараньян
13. Сан-Жуан-дус-Патус

| Бразилія | Це незавершена стаття з географії Бразилії. Ви можете допомогти проєкту, виправивши або дописавши її. |